# Pièce de 2 francs Louis Pasteur
Pour les articles homonymes, voir 2 francs.
La deux francs Louis Pasteur est une pièce de monnaie commémorative de deux francs français émise en 1995 à l'occasion du centenaire de la mort du chimiste et biologiste Louis Pasteur.
Dessiné par le graveur général des monnaies Pierre Rodier, l'avers représente un portrait de Louis Pasteur d'après la photographie réalisée en 1878 par Nadar et à l'arrière-plan l'entrée de l'Institut Pasteur à Paris où le scientifique travaillait. Le revers est illustré par une composition de trois récipients de laboratoire du type de ceux qu'a utilisé Pasteur pour ses recherches.
Dérivée du type courant Deux francs Semeuse en nickel, cette monnaie utilise les mêmes flans en nickel pur avec une pureté minimale de 980 millièmes et présente les mêmes caractéristiques physiques avec un diamètre de 26,5 mm et une épaisseur de 1,5 mm pour une masse de 7,5 grammes avec une tolérance de +/- 30 millièmes.

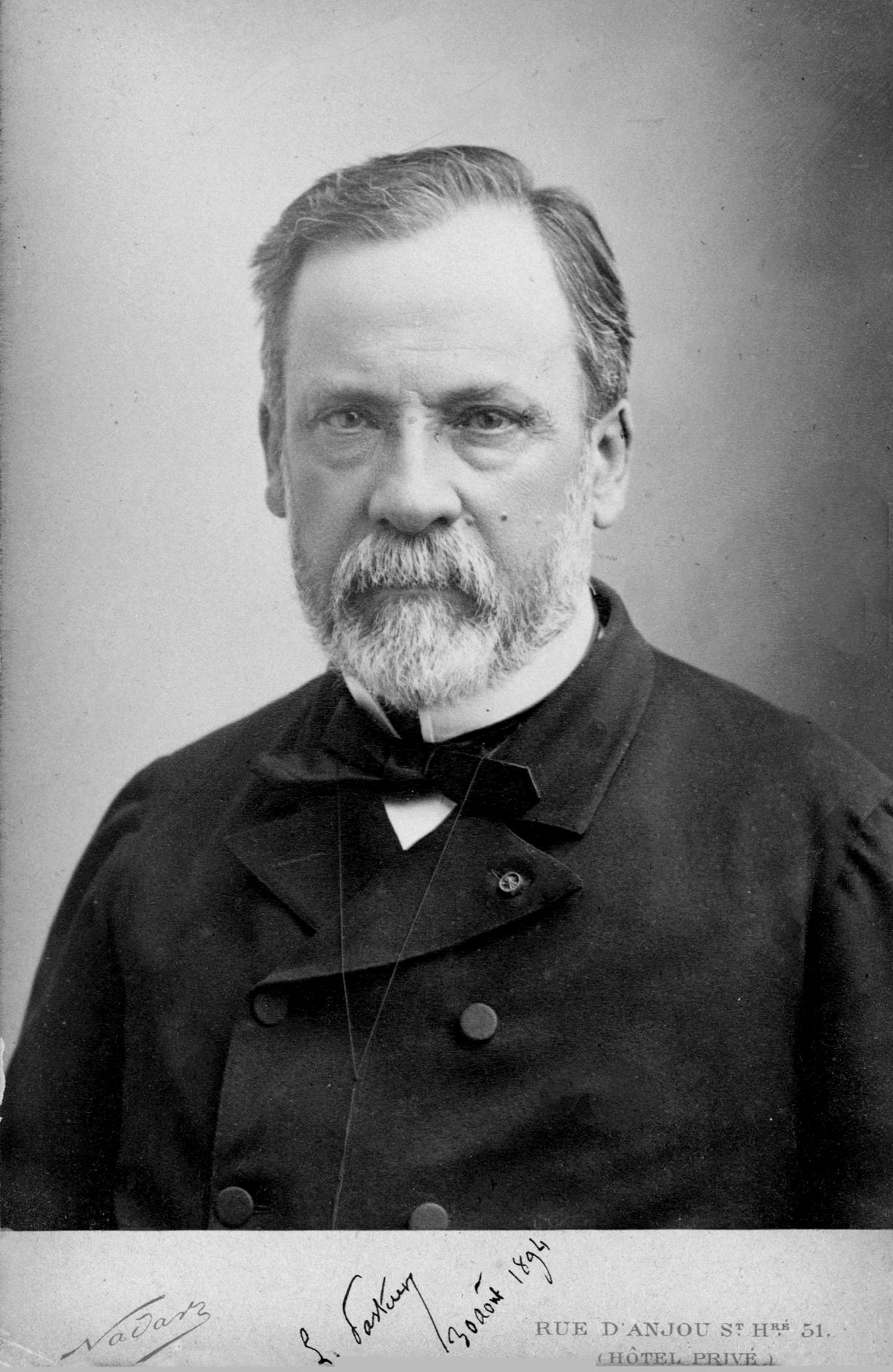
Photographie de Louis Pasteur réalisée en 1878 par Nadar qui a servi de modèle pour le portrait à l'avers.
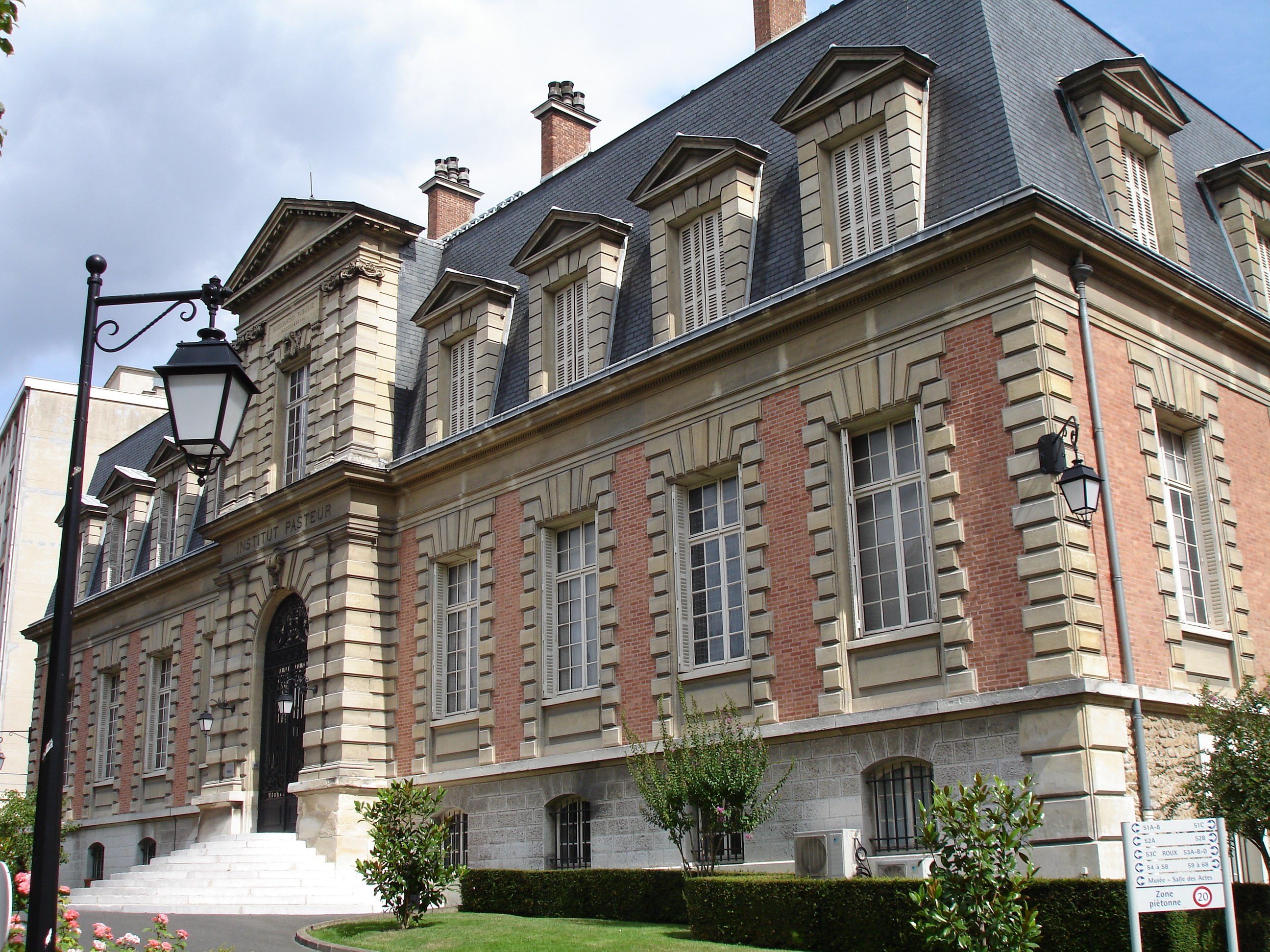
L'Institut Pasteur à Paris dont l'entrée est représenté à l'avers.

## Frappes

### Frappes communes ennickel
| millésime | numéro catalogue | tirage    | remarques |
| --------- | ---------------- | --------- | --------- |
| 1995      | F.274/1          | 1 850     | essai     |
| 1995      | F.274/2          | 9 975 013 |           |

Selon le Journal Officiel il devait être fabriqué au total 9 975 000 de pièces du type Louis Pasteur de circulation courante.

### Frappes en métaux précieux pour collectionneurs
En plus des pièces courantes de deux francs mises en circulation, deux autres types de pièces ont été frappées avec le même millésime dans des métaux précieux, destinés aux collectionneurs et avec des valeurs faciales différentes. Ces émissions avaient aussi cours légal mais n'ont pas circulé dans le commerce.
Reprenant le même dessin que la pièce courante de deux francs, elles diffèrent de celle-ci par une tranche lisse, leur diamètre, masse, composition, valeur faciale ainsi qu'au niveau des tolérances autorisées, plus restrictives.
| Désignation de la frappe                     | Diamètre (en millimètres) | Composition                      | Composition              | Masse              | Masse                    | Tirage prévu |
| Désignation de la frappe                     | Diamètre (en millimètres) | Titre                            | Tolérance (en millièmes) | Masse (en grammes) | Tolérance (en millièmes) | Tirage prévu |
| -------------------------------------------- | ------------------------- | -------------------------------- | ------------------------ | ------------------ | ------------------------ | ------------ |
| pièces de 100 F en argent de qualité Épreuve | 37                        | argent : 900 cuivre : 100        | +/- 5                    | 22,20              | +/- 6                    | 10 000       |
| pièces de 500 F en or de qualité Épreuve     | 31                        | or : 920 argent : 40 cuivre : 40 | +/- 3                    | 17,00              | +/- 3                    | 1 000        |

## Sources
- Arrêté du 21 juin 1995 relatif à la frappe et à la mise en circulation d'une pièce commémorative de 2 F, JORF no 155 du 5 juillet 1995, p. 10072-10073, sur Légifrance
- Compagnie Générale de Bourse